# 함 사세요
《함 사세요》는 한국방송공사 월화 드라마이다.

## 제작진
- 극본 : 남지연
- 연출 : 최지민

## 출연진
- 김성원
- 김성환
- 박일
- 김주승
- 이덕희
- 장승화
- 전인화